# مدمرة إيراكس
المدمرة إيراكس مدمرة يونانية خدمت في سلاح البحرية اليونانية منذ عام 1912 حتى عام 1946. وكانت المدمرة إيراكس واحدة من 3 مدمرات من نفس النوع اشترتها اليونان من شركة «كامل ليرد» لبناء السفن في بريطانيا بسعر 148,000£ لكل مدمرة ، شاركت المدمرة إيراكس خلال سنوات خدمتها في البحرية اليونانية في حروب البلقان الأولى والثانية والحرب العالمية الأولى والحرب العالمية الثانية.